# Henri Romans-Petit
Pour les articles homonymes, voir Henri Petit (homonymie), Petit et Romans.
Henri Romans-Petit, né Henri Denis Jean-Marie Petit le 13 février 1897 à Firminy et mort le 1er novembre 1980 à Ceignes,, est un résistant français de la Seconde Guerre mondiale. Il organisa plusieurs maquis : ceux de l’Ain et du Haut-Jura, et ceux de Haute-Savoie.

## Biographie

### Famille
Né en 1897, Henri Petit est le fils de François Petit (1870-1932), employé de chemin de fer, et  Elisa Marguerite Bosa (1871-1958), couturière, née d'un père italien, originaire de Ailoche (Piémont).
Il se marie le 15 janvier 1938 à Le Chambon-Feugerolles avec Jeanne Catherine Civier.

### Formation et Première Guerre mondiale
Il est engagé volontaire en juillet 1915. Affecté au 13e bataillon chasseurs alpins de Chambéry, il commence la guerre dans l'infanterie et reçoit le baptême du feu en janvier 1916.
Sa conduite exemplaire lui vaut d'être cité à l'ordre du bataillon, puis nommé caporal et assez vite sergent. Il est ensuite désigné pour suivre le cours d'élève officier à Saint-Cyr. À sa sortie, il choisit de rejoindre l'aviation à la BR 127, une escadre de bombardement. Il y gagne ses galons d'aspirant puis de sous-lieutenant.
Démobilisé en 1918, il termine ses études de droit et intègre un groupe de presse dont il devient agent général régional.

### Mobilisation pour la guerre 1939-1940
Il est mobilisé en 1938, puis à nouveau en 1939 comme capitaine de réserve et on lui confie le commandement des bases aériennes de Nice et Cannes. À l'armistice du 22 juin 1940 il échoue dans sa tentative de rejoindre la France libre à Londres, le Potez dont il compte s'emparer pour gagner l’Angleterre ayant été placé sous la surveillance des gendarmes à la suite d'une indiscrétion commise par l'un de ses trois compagnons d'évasion.
Il demande alors à être démobilisé et regagne Saint-Étienne, où il entre en relation avec le réseau L'Espoir rattaché à Franc-Tireur. On le charge de repérer les terrains pour les parachutages autour de Lyon.

« Je suis sûr que beaucoup d'entre vous comprennent aujourd'hui la signification du mot “Patrie”. Non, la guerre n'est pas finie… »

— Message du capitaine Henri Petit le 22 juin 1940 aux militaires placés sous ses ordres à la base de Cannes.

### Commandement des maquis de l'Ain, du Haut-Jura et de Haute-Savoie
Il organise à la fin de l'année 1942 les maquis de l'Ain et du Haut-Jura et acquiert durant cette période le nom de résistant Romans par Julien Roche qui lui confectionne une fausse carte d'identité le 9 juin 1943. Il conservera ce nom après la guerre pour se faire appeler Henri Romans-Petit. Durant l'été 1943, Romans-Petit est d'ailleurs nommé chef des maquis de l'Ain, puis chef départemental de l'Armée secrète, succédant à ce poste à Bob Fornier qui a été arrêté.
Il défile, le 11 novembre 1943, dans la ville d'Oyonnax, à la tête de ses maquisards. Ce haut fait décide les forces anglaises et françaises de Londres, jusqu'alors réticentes, à parachuter des armes pour les maquisards français, qui en étaient jusqu'alors quasiment privés.
Il organise les débuts des maquis en Haute-Savoie et en confie le commandement à Tom Morel afin de se dédier totalement aux maquis de L'Ain. Au cours de l'été 1944, il installe une véritable administration civile à Nantua et fait paraître La Voix du maquis.
À la Libération, il est emprisonné quelques semaines au Fort Lamothe à Lyon par le nouveau commissaire de la République Yves Farge, sur instruction militaire. Il semble qu'il y ait eu un premier contact difficile entre les deux hommes : Romans-Petit ne sait pas qui est son visiteur et le traite en importun ; Farge le prend en grippe et l'accuse d'abus d'autorité.
Il est candidat à la Deuxième circonscription de l'Ain aux élections de 1958 où il finit en 3e position au premier tour et en deuxième position au deuxième tour,.

## Distinctions
- Grand officier de la Légion d'honneur
- Compagnon de la Libération par décret du 16 juin 1944
- Croix de guerre 1914–1918
- Croix de guerre 1939–1945
- Médaille de la Résistance française avec rosette par décret du 31 mars 1947[12]
- Ordre du Service distingué (GB)
- Officier de la Légion du Mérite (USA)
- Officier de l'ordre de Léopold (Belgique)
- Croix de guerre (Belgique)
- Grand-officier de l'ordre du Nichan Iftikhar (Tunisie)
- Officier de l'ordre du Mérite camerounais
- Ordre de l’Armée populaire - 2e classe (Yougoslavie)
- Commandeur de l'Ordre du Mérite (Congo)

## Toponymes
- Il existe des rues du Colonel-Henri-Romans-Petit à Saint-Laurent-sur-Saône, à Dortan et à Hénin-Beaumont.
- Il existe un ilot piéton Romans-Petit à Oyonnax.
- Il existe une place du Maquis - Colonel Romans Petit à Bourg-en-Bresse.

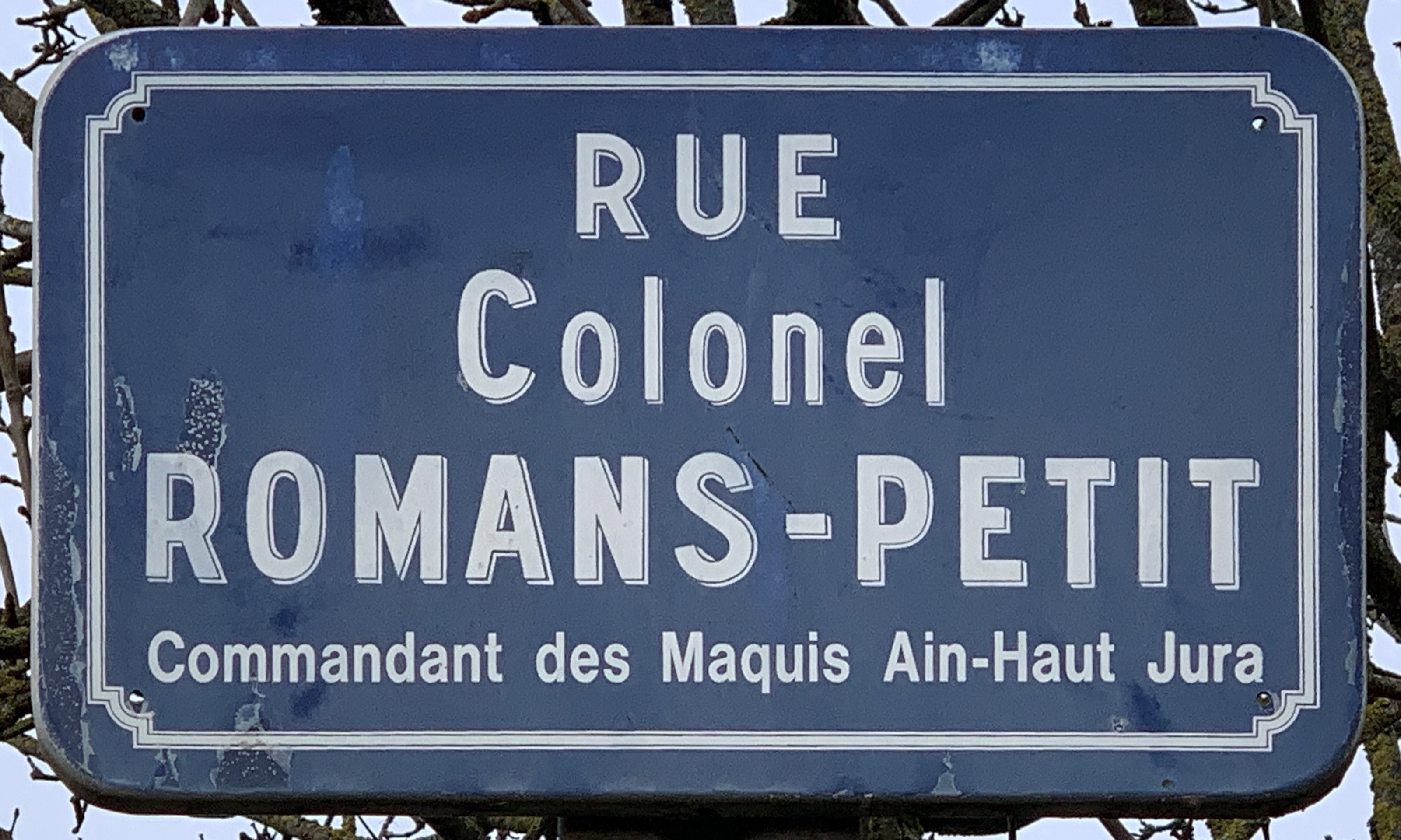
Plaque de rue à Saint-Laurent-sur-Saône.
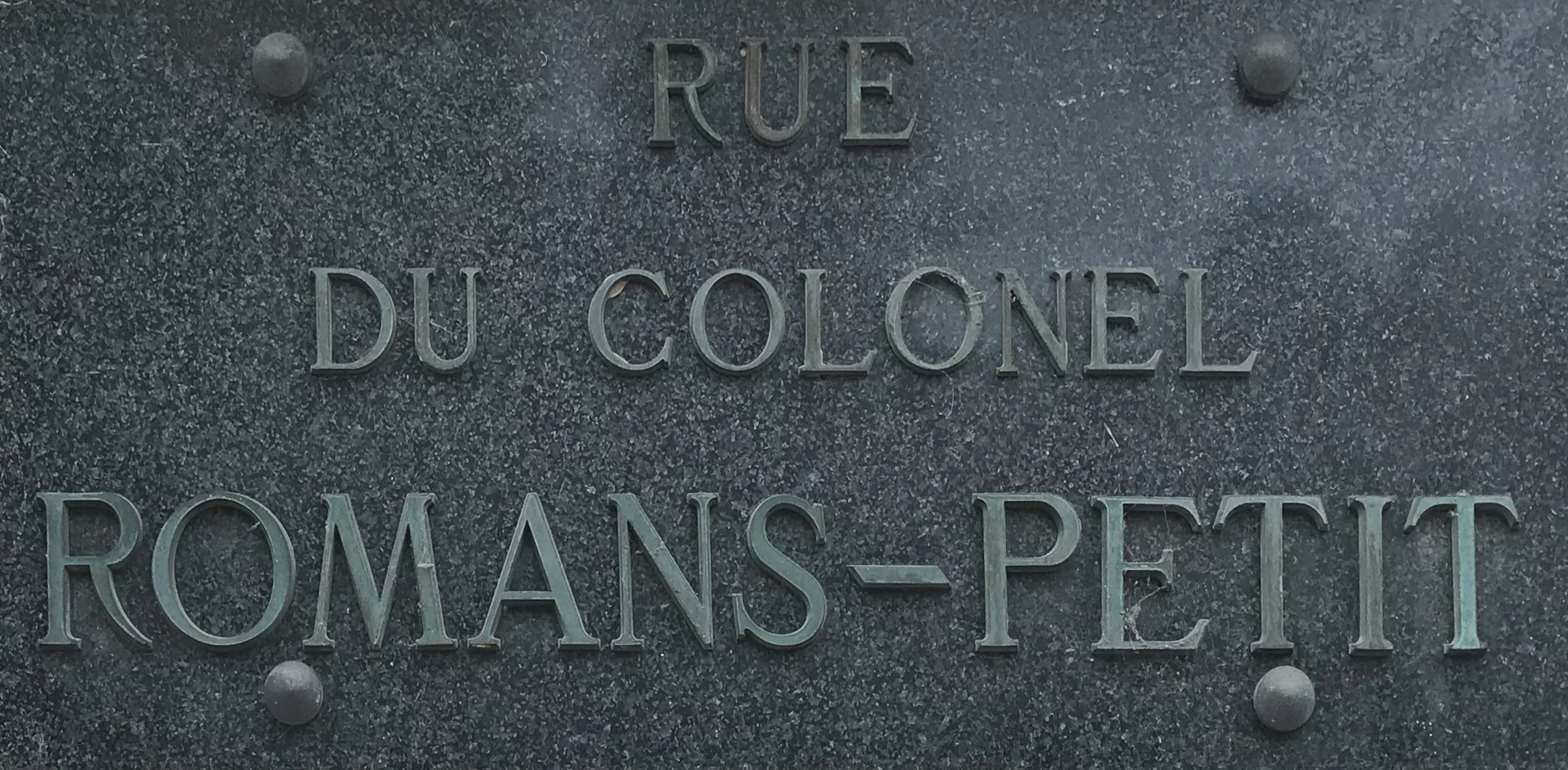
Plaque de rue à Dortan.
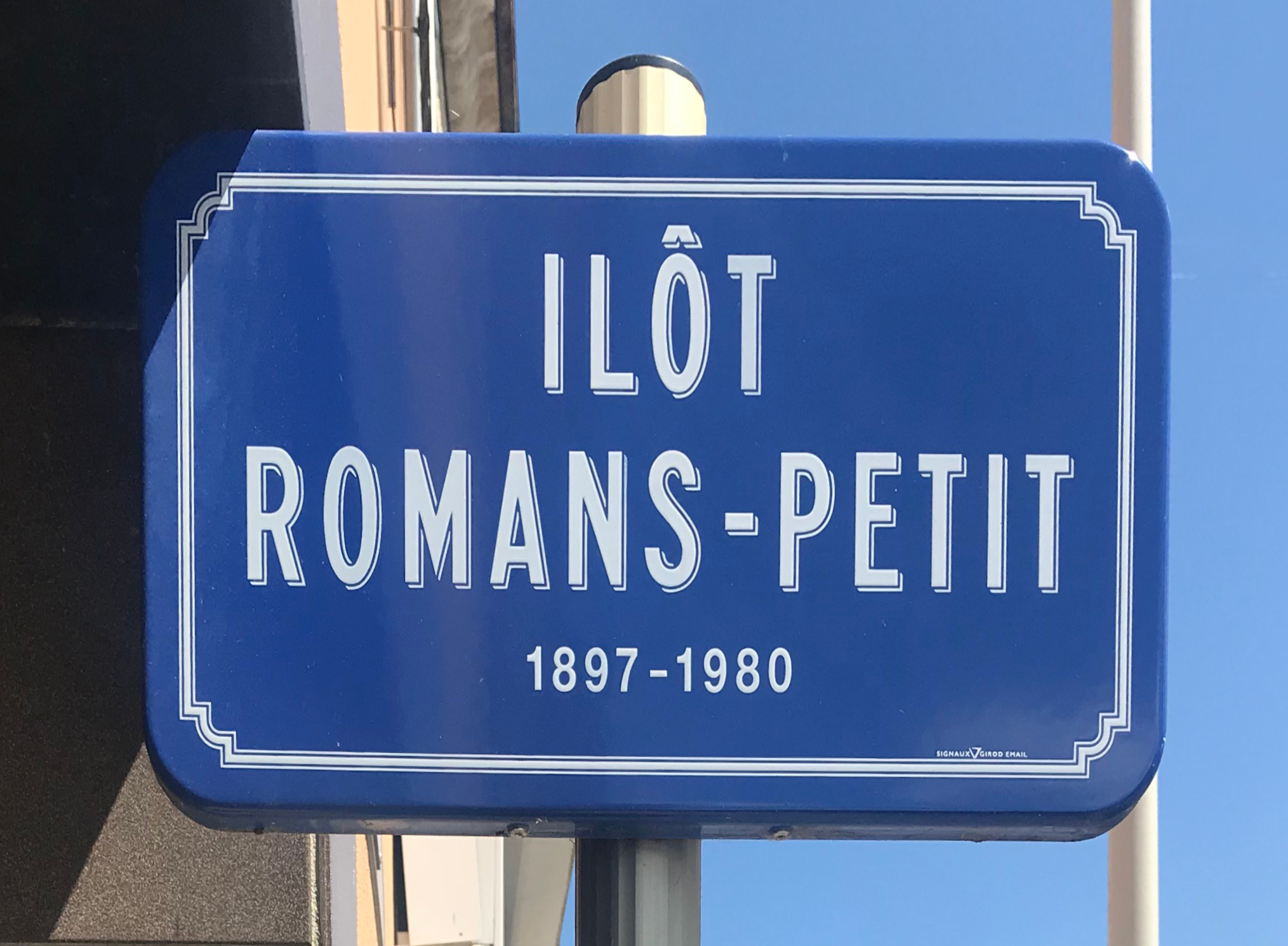
Panneau de voie à Oyonnax.

## Œuvres
- Les Obstinés, Janicot, Lille, 1945
- Moustique, Janicot, Lille, 1946
- L’Appel de l’aventure, Dorian, Saint-Etienne, 1947
- Les Maquis de l'Ain, Hachette, 1974